# Artesia subterranea
Artesia subterranea är en kräftdjursart som beskrevs av John R. Holsinger 1980. Artesia subterranea ingår i släktet Artesia och familjen Artesiidae. Inga underarter finns listade i Catalogue of Life.